# Paul Telge

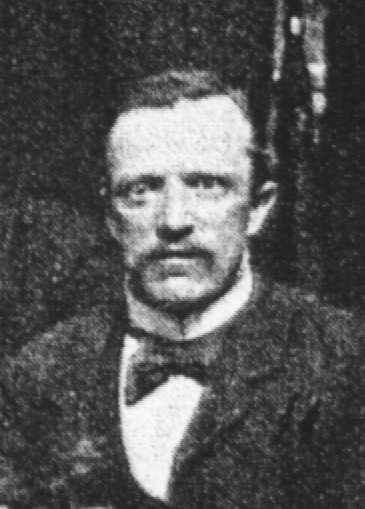
Paul Telge, 1885

Reklamemarke von Paul Telge, Berliner Gewerbeausstellung 1896

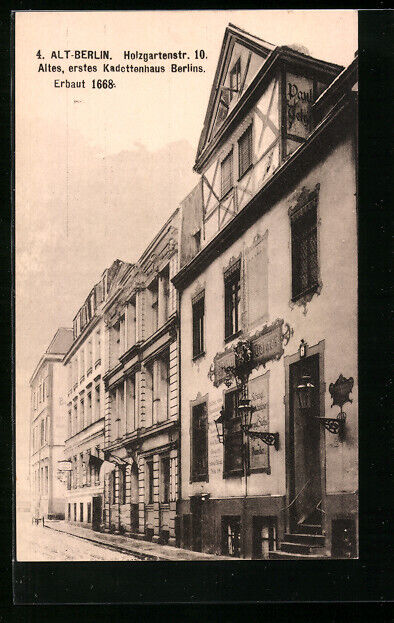
Paul Telges Haus in der Holzgartenstraße 8 in Berlin

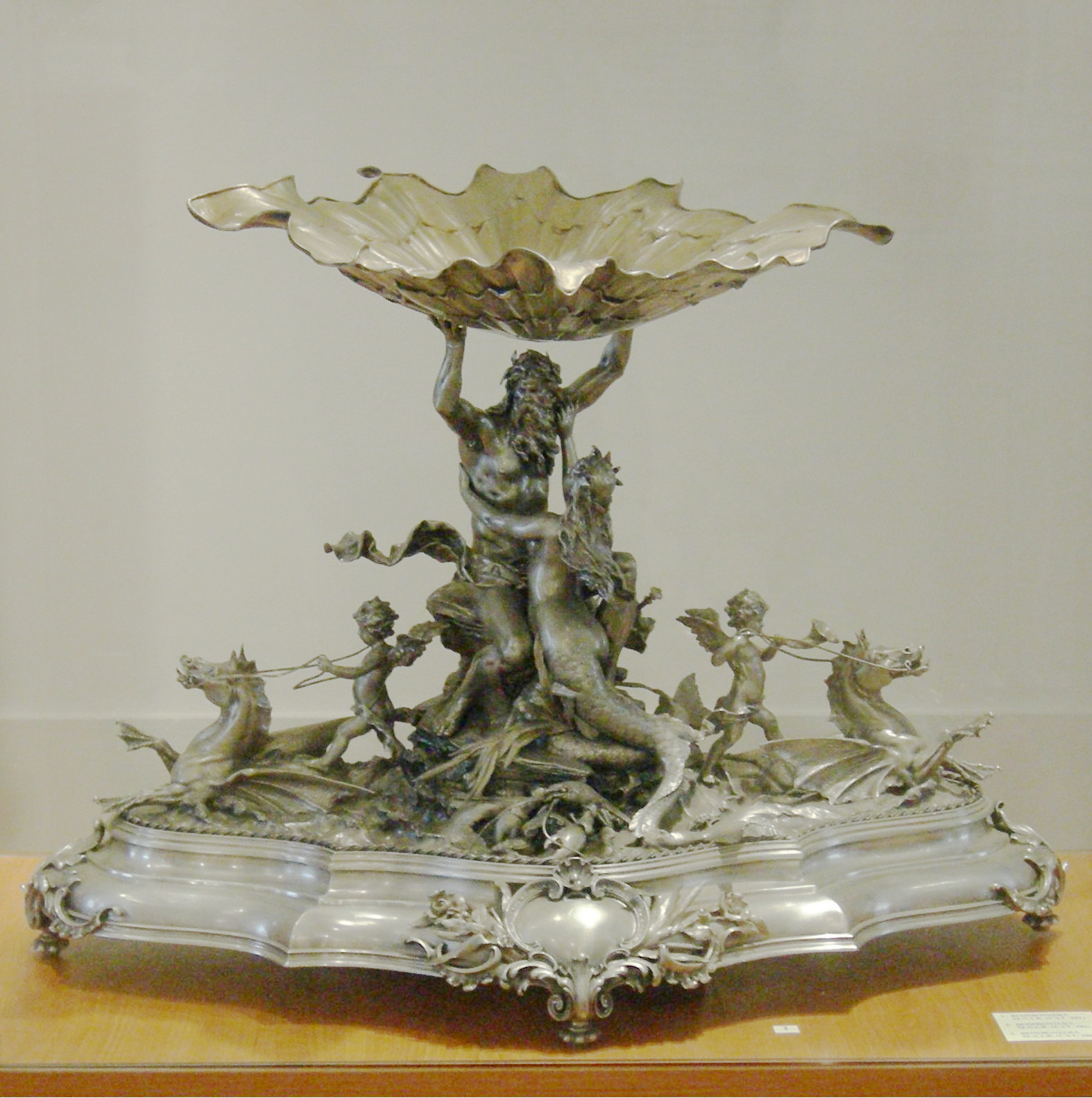
Bomboniera von Paul Telge

Franz Carl Paul Telge (* 7. August 1846 in Berlin; † 5. Juni 1909 ebenda) war ein deutscher Kunsthandwerker sowie Hofjuwelier und Hofgoldschmied des rumänischen Königspaares Karl I. und Elisabeth.

## Leben
Er fertigte Orden und Ehrenzeichen, Goldschmiedearbeiten für den Hochadel und Reproduktionen prähistorischer Goldfunde. Seit 1883 war er Mitglied der Berliner Gesellschaft für Anthropologie, Ethnologie und Urgeschichte und 1894 wurde er Ehrenmitglied der Niederlausitzer Gesellschaft für Anthropologie und Altertumskunde. Außerdem war er Mitglied der Brandenburgia und stellvertretender Vorsitzender der Berliner Goldschmiede-Innung.
Seit dem 21. Januar 1877 war er mit Lina Telge verheiratet.

## Werke
Orden und Medaillen
- Exemplare folgender Orden sind von Telge bekannt: Stern von Rumänien, Orden der Krone von Rumänien, Orden Carol I.
- 1888: Rückseite der Gedächtnismedaille auf den Tod von Wilhelm I., die Vorderseite gestaltete Emil Weigand, 34,67 mm, 19,58 g[7]
- 1888: kleine Silbermedaille auf den Tod von Wilhelm I., 21 mm, 4,83 g[8]
- 1890: Gedenkmedaille für Viktor Emanuel II. von Italien[9]
- 1891: Bronzemedaille zum 25-jährigen Regierungs-Jubiläum des Fürsten und späteren Königs von Rumänien, Karl I.[10]
- 1891: Bronzemedaille zur 25-Jahr-Feier der Academia Romana in Bukarest[11]
- 1891: Medaille Ion C. Brătianu[12]
- 1902: Eisenplakette zur Erinnerung an den Krieg gegen die Türken[13]
- 1906: Medaille zur 40-jährigen Regentschaft von Karl I.[7][14]
- 1908: bulgarische Medaille für Wissenschaft und Kunst[15]
- 1909: Erinnerungskreuz an die Unabhängigkeit Bulgariens 1908
- Medaille bene merenti (Rumänien)[16]

Goldschmiedearbeiten
- 1878: Schatulle zum 40. Geburtstag der Großherzogin Luise von Baden[17]
- nach 1882: Schatulle in Silber und Email, Geschenk der Königin Elisabeth von Rumänien an Jean Lecomte du Noüy[18]
- um 1895: Fächer und Schatulle für Carmen Sylva[19]
- Bomboniera[20]

Nachbildungen prähistorischer Gold- und Silberfunde
- Hiddenseer Goldschmuck, 16 Teile[21]
- Goldschatz von Vettersfelde, 18 Teile[22]
- Schatz von Pietroasa, 17 Teile, insbesondere der Runenring[23]
- Goldaltertümer der Chibcha[24]
- Fibeln von Sinsheim (Baden)[25]
- Silberhorn in Form eines Ochsenkopfes aus Turn Severin an der Donau[26]
- Goldschmuck aus Kumasi, Aschanti, gefunden 1868[27]
- Goldfloß der Laguna Siecha bei Guatavita, gefunden 1856[28]
- verschiedene Nachbildungen prähistorischer Funde in Broschenform[29]

Restaurierung prähistorischer Gold- und Silberfunde
- Goldfund von Pietroassa[30]
- Teile des von Wilhelm Grempler geborgenen Fundes von Sakrau[31]
- 1887: Silberschale mit erhabenen Tierdarstellungen aus Wichulla bei Goslawitz, nordöstlich von Oppeln[32]

Veröffentlichungen
- Paul Telge: Prähistorische Goldfunde. In gesetzlich geschützten Nachbildungen. Selbstverlag, Berlin [1885]
- Paul Telge: Der Ring des Frangipani. Augsburger Arbeit des XVI, Jahrhunderts. Berlin [ca. 1895]

Die von Paul Telge restaurierte silberne Schale von Wichulla